# Mathias Westergaard
Pour les articles homonymes, voir Westergaard.
Mathias Westergaard, né le 21 février 1994 à Aalborg, est un coureur cycliste danois.

## Palmarès
- 2012
  - 3e étape des Trois Jours d'Axel
- 2015
  - 2e du championnat du Danemark du contre-la-montre par équipes
  - 3e du championnat du Danemark du contre-la-montre espoirs
  - 3e du Duo normand (avec Martin Madsen)
- 2016
  - Tour de Hollande-Septentrionale
  - Randers Bike Week :
    - Classement général
    - 3e et 4e étapes

  - 3e du championnat du Danemark du contre-la-montre par équipes

## Classements mondiaux
| Année           | 2015 | 2016 |
| --------------- | ---- | ---- |
| UCI Europe Tour | 614e | 629e |